# Моуран, Амилтон
Антониу Амилтон Мартинс Моуран (порт. Antônio Hamilton Martins Mourão; род. 15 августа 1953, Порту-Алегри, Риу-Гранди-ду-Сул) — бразильский политик и отставной генерал армии, вице-президент Бразилии с 2019 по 2023 год.

## Биография
Родился в семье генерала. Проходил обучение в Военной академии Агульяс-Неграс. Моран участвовал в миротворческой миссии в Анголе, был военным атташе в посольстве Бразилии в Каракасе, Венесуэла.
В августе 2018 года он стал кандидатом в вице-президенты Бразилии в паре с Жаиром Болсонару, 28 октября избран вице-президентом.
24 февраля 2022 года вице-президент Бразилии Антониу Амилтон Моуран провёл аналогии между действиями России на Украине и стратегией нацистской Германии и заявил, что Бразилия не приемлет «вторжения», призвав к введению против Российской Федерации мер, выходящих за рамки санкций.
На всеобщих выборах в Бразилии в 2022 году Моуран баллотировался в Сенат от штата Риу-Гранди-ду-Сул как член партии «Республиканцы». Он вступил в должность 1 февраля 2023 года.